# Know Nothing
Native American Party (tạm dịch: "Đảng Bản địa Mỹ"), sau 1855 đổi tên là American Party, thường được gọi là phong trào Nhất Vô Sở Tri, là một đảng chính trị Hoa Kỳ trong thập niên 1840 - 1850 thành lập dựa trên nỗi lo sợ của công chúng Mỹ trước làn sóng di dân Công giáo từ Ireland và các di dân khác sang Hoa Kỳ. Họ cho rằng những người này coi thường lối sống Mỹ và nằm trong hệ thống của giáo hoàng ở Roma. Đảng Know Nothing bắt đầu hoạt động từ năm 1845 và tan rã năm 1856 với chủ trương ngăn chặn di dân và không cho họ nhập quốc tịch. Chủ trương này không được ủng hộ gì mấy. Đảng có một ít thủ lĩnh có tài, nhưng lại bị chia rẽ giữa thành viên trung lưu và nhóm Anh giáo về vấn đề nô lệ. Phần lớn thành viên Đảng này sau đó bỏ theo Đảng Cộng hòa trong cuộc bầu cử tổng thống Hoa Kỳ năm 1860.
Phong trào Know Nothing xuất phát từ Đảng Cộng hòa Mỹ tại New York năm 1843, lôi cuốn thành viên tạo nên Đảng Bản địa Mỹ và thành lập chính đảng năm 1845. Năm 1855 phong trào Know Nothing được đặt tên lại là Đảng Mỹ.
Từ "Know Nothing" xuất phát từ khi tổ chức còn giữ bí mật, thành viên được căn dặn và thường trả lời "Tôi không biết gì hết" mỗi khi bị chất vấn về hoạt động chính trị của đảng mình.